# Slim Jedidi
Slim Jedidi (17 aprile 1970) è un ex arbitro di calcio tunisino.

## Carriera
Internazionale dal 2007, Jedidi ha diretto una partita della Coppa d'Africa 2012 e due partite alle Olimpiadi di Londra 2012. In patria inoltre ha diretto due finali della Coppa di Tunisia.
Nell'aprile 2012 viene inserito dalla FIFA in una lista di 52 arbitri preselezionati per i Mondiali 2014. Tuttavia, non riesce nell'obiettivo di essere convocato per la fase finale del campionato mondiale, venendo eliminato in un taglio successivo dalla lista dei candidati.
Convocato anche per la Coppa d'Africa 2013, in questa competizione dirige due partite della fase a gironi e una semifinale, tra Burkina Faso e Ghana. Proprio questa sua ultima direzione arbitrale suscita clamore, in seguito ad alcune decisioni prese durante la gara. Vengono evidenziati dalla critica alcuni episodi, tutti a sfavore della nazionale del Burkina: un rigore generoso dato ai ghanesi, un possibile rigore negato, un gol annullato e un ulteriore rigore da concedere, invece trasformato in simulazione del calciatore Jonathan Pitroipa, poi espulso perché già ammonito. Successivamente, si apprende della sospensione del fischietto tunisino, da parte della CAF, insoddisfatta per l'arbitraggio.
Nell'ottobre 2013 è convocato dalla FIFA per il Campionato mondiale di calcio Under 17 2013. Nella circostanza, viene impiegato per due partite della fase a gironi.